# B&W Hallerne
Die B&W Hallerne (deutsch: B&W-Hallen) sind zwei Veranstaltungshallen in Dänemarks Hauptstadt Kopenhagen auf der Halbinsel Refshaleøen östlich der Innenstadt.
Die Hallen wurden in den 1960er Jahren als Werft-Hallen zum Bau großer Schiffe für die Firma Burmeister & Wain errichtet und waren in dieser Funktion bis 1996 in Betrieb. Nach dieser Zeit wurden sie für Veranstaltungen genutzt, etwa für Festivals wie Copenhell und Distortion.
In Halle 2 fand der Eurovision Song Contest 2014 statt. Hierzu wurde die Halle für 10.000 Besucher hergerichtet und das umliegende Areal zur Eurovision Island umgestaltet. Speziell der Umbau der Halle verteuerte den Contest mit rund 15 Millionen Euro auf das Dreifache des ursprünglich geplanten Budgets.